# Menahem ben Aharón ibn Zerah
Menahem ben Aharón ibn Zerah (Estella, 1308 - Toledo, 1385) fue un poeta y rabino navarro.
Nacido en Estella, hijo de Aharón ben Zerah, huyó de ella tras la matanza de judíos de 6 de marzo de 1328 en la que fueron asesinados sus padres y cuatro de sus hermanos por vecinos cristianos; un amigo de su padre cristiano lo escondió mientras curaba sus heridas. Vivió en Tudela, y más tarde se trasladó a Alcalá de Henares y Toledo. En esta ciudad estudió con su principal maestro Judah ben Asher. Dirigió la escuela de Alcalá (1350-1368), pero de nuevo huyó de allí durante la guerra civil entre Pedro I el Cruel y su hermano Enrique II, para asentarse definitivamente en Toledo, bajo la protección de Samuel Abrabanel.
Su obra principal fue Sedá la dérek (‘Provisión para el camino’), de muy variada temática y con consejos dirigidos a los judíos, a los que exhorta a conservar su fe.